# Linda Nedbalová
Linda Nedbalova, también conocida como Linda Nedbalová es una investigadora antártica  checa, conocida por su trabajo sobre las  algas de la nieve.

## Primeros años y educación
Nedbalová nació en 1976 en Praga, en la  República Checa. Recibió su Licenciatura en Biología en el año 2000 en la Facultad de Ciencias de la Universidad Charles de Praga. Luego recibió un doctorado en la misma facultad en 2007. El título de su tesis fue «Fitoplancton en lagos acidificados: estructura, función y respuesta a la recuperación del ecosistema».

## Carrera e impacto
Nedbalova comenzó su carrera laboral como investigadora tanto en el Instituto de Botánica de la  Academia Checa de Ciencias en Třeboň como en el Departamento de Ecología de la Universidad Charles en Praga, donde ahora es profesora asistente. Nedbalova ha estado involucrada en investigaciones polares desde 2008, cuando fue invitada a participar en la expedición a la recién inaugurada  Estación Antártica Checa Johann Gregor Mendel en la Isla James Ross al NE de la Península Antártica. En 2011, fue galardonada con un prestigioso premio de la Academia Checa de Ciencia para Jóvenes Científicos por su trabajo sobre las algas de la nieve.
Durante dos expediciones consecutivas a la Antártida realizó, junto con Josef Elster, un  estudio limnológico pionero de la península de Ulu y Clearwater Mesa. Además de las primeras características del distrito del lago esta investigación arrojó, en colaboración con especialistas como Bart van de Vijver o Jiří Komárek, resultados importantes en taxonomía, ecología, ecofisiología y biogeografía de cianobacterias antárticas, diatomeas y algas verdes. Recientemente, se convirtió en miembro del grupo de ecología de criosfera formado en la Universidad Charles en Praga.
Además de sus publicaciones de investigación académica, también ha escrito capítulos en monografías, artículos de ciencia popular, informes de expediciones antárticas, y ecosistemas lacustres en Isla James Ross.

## Premios y distinciones
Nedbalová fue galardonado con el Premio de la Academia de Ciencias de la República Checa a jóvenes investigadores por logros sobresalientes en 2011.